# Brachygobius doriae

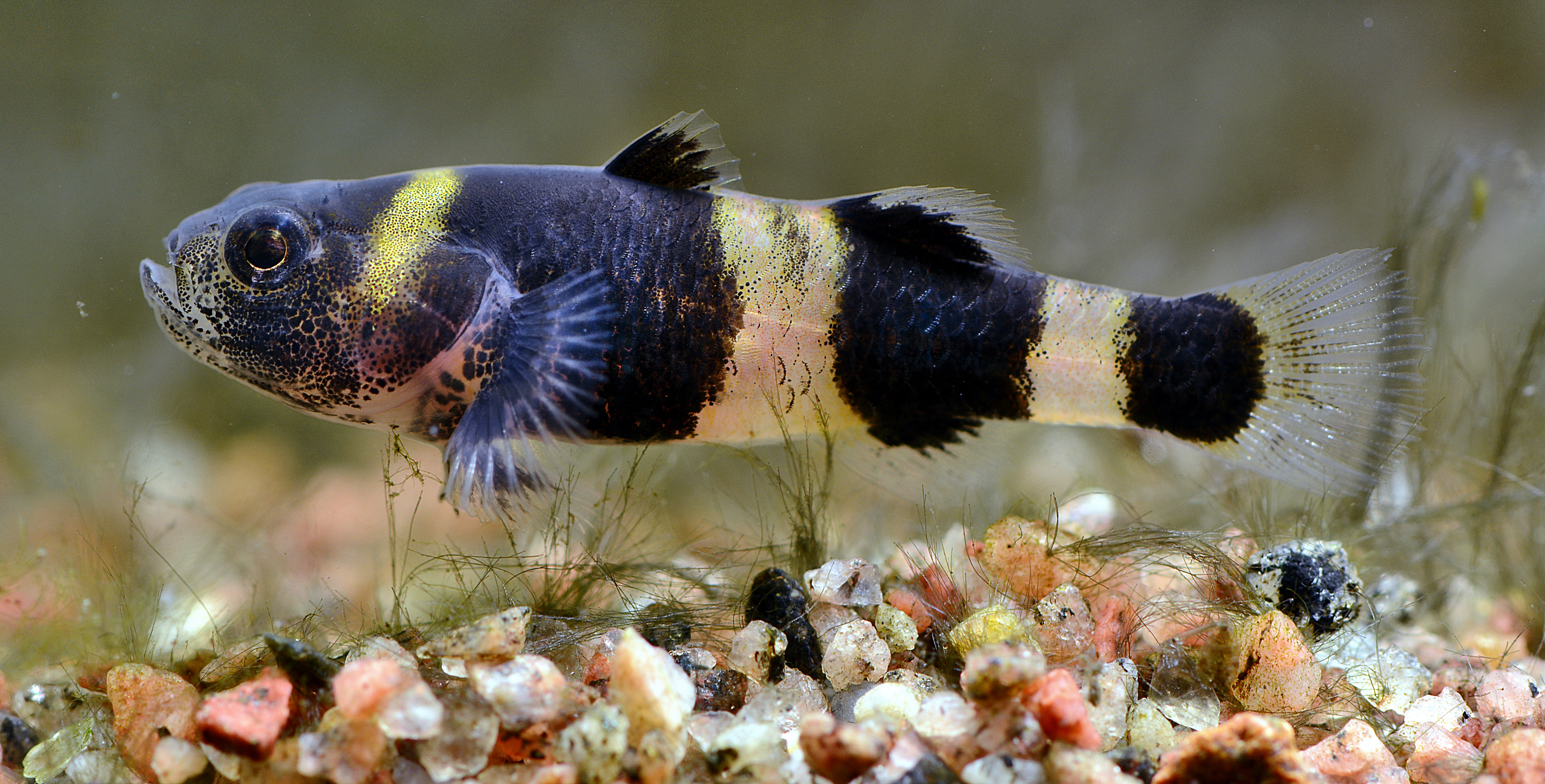

Brachygobius doriae, är en av flera arter som kallas humlafisk inom akvariehobbyn. Brachygobius doriae  lever i sött och bräckt vatten längs kusterna av Malaysia och Sundaöarna och blir ca 4 cm lång. IUCN kategoriserar arten globalt som livskraftig.